# Papillion
|  | For andre betydninger, se Papillon |
Papillion er en amerikansk by og administrativt centrum for det amerikanske county Sarpy County, i staten Nebraska. I 2000 havde byen et indbyggertal på 16.363.
41°09′21″N 96°02′27″V / 41.1558°N 96.0408°V